# Siduli
Siduli è una suddivisione dell'India, classificata come census town, di 8.341 abitanti, situata nel distretto di Bardhaman, nello stato federato del Bengala Occidentale. In base al numero di abitanti la città rientra nella classe V (da 5.000 a 9.999 persone).

## Geografia fisica
La città è situata a 23° 38' 59 N e 87° 12' 27 E.

## Società

### Evoluzione demografica
Al censimento del 2001 la popolazione di Siduli assommava a 8.341 persone, delle quali 4.494 maschi e 3.847 femmine. I bambini di età inferiore o uguale ai sei anni assommavano a 1.164, dei quali 596 maschi e 568 femmine. Infine, coloro che erano in grado di saper almeno leggere e scrivere erano 4.554, dei quali 2.912 maschi e 1.642 femmine.